# Pseudolepicolea
Pseudolepicolea là một chi rêu trong họ Pseudolepicoleaceae.